# Jörg Dittwar
Jörg Dittwar (* 1. August 1963 in Stadtsteinach) ist ein ehemaliger deutscher Fußballspieler und heutiger -trainer.

## Karriere
Dittwar begann mit dem Fußballspielen im Verein beim örtlichen TSV Stadtsteinach. Später wechselte der gelernte Maler zur SpVgg Bayreuth. Für die erste Mannschaft bestritt er in fünf Jahren 157 Spiele und erzielte 14 Tore. Der Leistungsträger der Oberfranken schlug unter anderem 1985 ein Angebot vom FC Schalke 04 aus. Im selben Jahr gelang dem Bayernligisten der Aufstieg in die 2. Bundesliga. Dittwar konnte somit erste Erfahrungen im Profifußball sammeln. Man stieg allerdings nach einer Saison wieder ab. Dittwar spielte danach noch ein Jahr mit Bayreuth in der Bayernliga.
Die SpVgg stieg zwar in dieser Saison wieder in die zweite Liga auf, Jörg Dittwar wechselte aber 1987 in die Fußball-Bundesliga zum ebenfalls fränkischen 1. FC Nürnberg. Ohne Anlaufschwierigkeiten etablierte er sich in der Mannschaft und rückte mit guten Leistungen ins Blickfeld der Nationalmannschaft. Eine Verletzung verhinderte schließlich eine Berufung für den WM-Kader 1990 und Dittwar blieb ohne Länderspiel. Bis Frühjahr 1994 war er als Spieler des FCN aktiv und musste danach seine Profikarriere aufgrund einer zuvor erlittenen schweren Knieverletzung beenden. Die beste Platzierung, die er mit dem „Club“ erreichte, war ein fünfter Tabellenplatz in der Saison 1987/88. Damit nahm er mit seinem Verein in der Folgesaison am UEFA-Pokal teil. Dort war allerdings schon nach der ersten Runde Schluss (2:1 und 1:3 n. V. gegen die AS Rom).
Nach eigenem Bekunden spielte er am liebsten auf der Position des Liberos, er wurde aber oft auch als Manndecker eingesetzt.
Zunächst arbeitete Dittwar als Jugendtrainer beim 1. FC Nürnberg, später war er bei Amateurvereinen als Trainer (TSV Scheuerfeld, Co-Trainer beim TSV Gerbrunn), Spieler (TSV Burkersdorf, FSV Unterleiterbach) und Spielertrainer (TSV Stadtsteinach) tätig.
Seit April 2009 ist er Bundestrainer der Fußballer mit intellektueller Beeinträchtigung (ID).

### Statistik
| Liga            | Spiele (Tore) |
| --------------- | ------------- |
| Bundesliga      | 150 (12)      |
| 2. Bundesliga   | 032 0(1)      |
| Oberliga Bayern | 125 (13)      |
| Wettbewerb      |               |
| DFB-Pokal       | 012 0(2)      |
| UEFA-Pokal      | 02 0(0)       |

| Saison  | Verein         | Liga          | Spiele 1 | Tore |
| ------- | -------------- | ------------- | -------- | ---- |
| 1982/83 | SpVgg Bayreuth | Oberliga      | 34       | 4    |
| 1983/84 | SpVgg Bayreuth | Oberliga      | 33       | 0    |
| 1984/85 | SpVgg Bayreuth | Oberliga      | 23       | 1    |
| 1985/86 | SpVgg Bayreuth | 2. Bundesliga | 32       | 1    |
| 1986/87 | SpVgg Bayreuth | Oberliga      | 35       | 8    |
| 1987/88 | 1. FC Nürnberg | Bundesliga    | 31       | 2    |
| 1988/89 | 1. FC Nürnberg | Bundesliga    | 22       | 0    |
| 1989/90 | 1. FC Nürnberg | Bundesliga    | 26       | 2    |
| 1990/91 | 1. FC Nürnberg | Bundesliga    | 31       | 7    |
| 1991/92 | 1. FC Nürnberg | Bundesliga    | 35       | 1    |
| 1992/93 | 1. FC Nürnberg | Bundesliga    | 5        | 0    |
| 1993/94 | 1. FC Nürnberg | Bundesliga    | 0        | 0    |